# Hockeria gibsoni
Hockeria gibsoni är en stekelart som beskrevs av T.C. Narendran 1989. Hockeria gibsoni ingår i släktet Hockeria och familjen bredlårsteklar. Inga underarter finns listade i Catalogue of Life.